# Karl Wahlfors
Karl Reinhold Wahlfors, född 20 december 1848 i Borgå, död 27 februari 1929 i Helsingfors, var en finländsk ögonläkare.
Wahlfors blev medicine och kirurgie doktor 1881 och tjänstgjorde 1888–1909 som extra ordinarie professor i oftalmologi vid Helsingfors universitet. Hans forskningar rörde sig särskilt kring grön starr, den svullna synnervspapill som uppträder i samband med hjärntumörer, och skelning. 